# Good Girls Revolt
Good Girls Revolt – amerykański serial telewizyjny (dramat) wyprodukowany przez Lynda Obst Productions, Annabelita Films, Farm Kid, TriStar Television oraz Amazon Studios, który jest luźną adaptacją powieści o tym samym tytule autorstwa Lynn Povich. Premierowy odcinek został udostępniony 5 listopada 2015 roku na platformie internetowej Amazon.
Wszystkie 9 odcinków pierwszej serii zostało udostępnionych 28 października 2016 roku na stronie internetowej platformy Amazon Studios
16 stycznia 2017 roku, platforma internetowa Amazon Studios oficjalnie ogłosiła anulowanie serialu po pierwszym sezonie.

## Fabuła
Akcja serialu dzieje się w 1969 roku w USA. Opowiada o grupie kobiet pracujących w newsroomie, którym zależy by były traktowane na równo z mężczyznami.

## Obsada
- Genevieve Angelson jako Patti[3]
- Anna Camp jako Jane[3]
- Erin Darke jako Cindy
- Chris Diamantopoulos jako Finn[4]
- Hunter Parrish jako Doug
- Jim Belushi jako Wick McFadden
- Joy Bryant jako Eleanor Holmes Norton[4]
- Grace Gummer jako Nora Ephron
- Leah Machelle Cohen jako Vivian

## Odcinki
| Sezon | Sezon | Odcinki | Oryginalna emisja Amazon Studios | Oryginalna emisja Amazon Studios | Oryginalna emisja | Oryginalna emisja | Oryginalna emisja |
| Sezon | Sezon | Odcinki | Premiera sezonu                  | Finał sezonu                     | Premiera sezonu   | Finał sezonu      |                   |
| ----- | ----- | ------- | -------------------------------- | -------------------------------- | ----------------- | ----------------- | ----------------- |
|       | 1     | 10      | 5 listopada 2015                 | 28 października 2016             | nieemitowany      | nieemitowany      |                   |

### Sezon 1 (2015-2016)
| #  | Tytuł          | Reżyseria                | Scenariusz                  | Premiera Amazon Studios | Premiera     |
| -- | -------------- | ------------------------ | --------------------------- | ----------------------- | ------------ |
| 1  | Pilot          | Liza Johnson             | Dana Calvo                  | 5 listopada 2015        | nieemitowany |
| 2  | The Folo       | Scott Winant             | Darlene Hunt                | 28 października 2016    | nieemitowany |
| 3  | The Futures    | Scott Winant             | Darlene Hunt, Dana Calvo    | 28 października 2016    | nieemitowany |
| 4  | Out of Pocket  | Dan Attias               | Dana Calvo, Daniel Shattuck | 28 października 2016    | nieemitowany |
| 5  | The Year-Ender | Gloria Muzio             | Tracy McMillan, Dana Calvo  | 28 października 2016    | nieemitowany |
| 6  | Strikethrough  | Minkie Spiro             | Richard E. Robbins          | 28 października 2016    | nieemitowany |
| 7  | Puff Piece     | Daisy von Scherler Mayer | Bronwyn Garrity             | 28 października 2016    | nieemitowany |
| 8  | Exposé         | Roxann Dawson            | Matt McGuinness             | 28 października 2016    | nieemitowany |
| 9  | Dateline       | Jennifer Getzinger       | Darlene Hunt                | 28 października 2016    | nieemitowany |
| 10 | The Newser     | Scott Winant             | Dana Calvo                  | 28 października 2016    | nieemitowany |

## Produkcja
W lipcu 2015 roku ogłoszono, że Genevieve Angelson, Anna Camp, Chris Diamantopoulos i Joy Bryant dołączyli do dramatu.
18 grudnia 2015 roku platforma Amazon zamówiła pierwszy sezon.